# 激光焊
激光焊是一种以聚焦的激光束作为能源轰击焊件所产生的热量进行焊接的方法。由于激光具有折射、聚焦等光学性质，使得激光焊非常适合于微型零件和可达性很差的部位的焊接。激光焊还有热输入低，焊接变形小，不受电磁场影响等特点。
由于目前激光器价格昂贵、电光转换效率较低等原因，激光焊尚未广泛应用。